# NGC 5897
NGC 5897 је збијено звездано јато у сазвежђу Вага које се налази на NGC листи објеката дубоког неба.
Деклинација објекта је - 21° 0' 35" а ректасцензија 15h 17m 24,5s. Привидна величина (магнитуда) објекта NGC 5897 износи 8,4. NGC 5897 је још познат и под ознакама GCL 33, ESO 582-SC2.